# Gesees
Gesees település Németországban, azon belül Bajorországban. Lakosainak száma 1273 fő (2023. december 31.).

## Népesség
A település népessége az elmúlt években az alábbi módon változott:
| Lakosok száma | 505  | 776  | 810  | 989  | 1291 | 1306 | 1293 | 1293 | 1279 | 1273 |
|               | 1875 | 1950 | 1975 | 1987 | 2012 | 2014 | 2016 | 2017 | 2021 | 2023 |